# Liste von Staatstheatern
Als Staatstheater werden Theaterhäuser bezeichnet, die unter staatlicher Verwaltung der Bundesländer stehen. Die Länder sind der im Namen gemeinte „Staat“, oft als Nachfolger von Königreichen und anderen historischen Gebietskörperschaften. Bei den Staatstheatern handelt es sich um Sprechtheater und Musiktheater, meist jedoch Mehrspartentheater.

## Deutschland
In Deutschland existieren insgesamt 29 Staatstheater (Stand: Februar 2024). Dies sind im Einzelnen:

### Baden-Württemberg
- Karlsruhe: Badisches Staatstheater
- Stuttgart: Württembergische Staatstheater

### Bayern
- München: Bayerische Staatsoper
- München: Bayerisches Staatsschauspiel am Residenztheater
- München: Staatstheater am Gärtnerplatz
- Augsburg: Staatstheater Augsburg
- Nürnberg: Staatstheater Nürnberg

### Berlin
- Berlin: Deutsches Theater
- Berlin: Volksbühne am Rosa-Luxemburg-Platz
- Berlin: Maxim Gorki Theater
- Berlin: Theater an der Parkaue – Junges Staatstheater
- Berlin: Staatsoper Unter den Linden

### Brandenburg
- Cottbus: Staatstheater Cottbus

### Hamburg
- Deutsches Schauspielhaus
- Hamburgische Staatsoper
- Kampnagel[2]
- Thalia Theater

### Hessen
- Darmstadt: Staatstheater Darmstadt
- Kassel: Staatstheater Kassel
- Wiesbaden: Hessisches Staatstheater Wiesbaden

### Mecklenburg-Vorpommern
- Schwerin: Mecklenburgisches Staatstheater Schwerin

### Niedersachsen
- Braunschweig: Staatstheater Braunschweig
- Hannover: Niedersächsisches Staatstheater Hannover
- Oldenburg: Oldenburgisches Staatstheater

### Nordrhein-Westfalen
- Düsseldorf: Düsseldorfer Schauspielhaus

### Rheinland-Pfalz
- Mainz: Staatstheater Mainz

### Saarland
- Saarbrücken: Saarländisches Staatstheater

### Sachsen
- Dresden: Sächsische Staatstheater

### Thüringen
- Meiningen: Staatstheater Meiningen
- Weimar: Deutsches Nationaltheater[3]

Bayern hat die Schaffung von zwei weiteren Staatstheatern angestoßen, diesen Prozess bisher jedoch noch nicht abgeschlossen. Die Bundesländer Bremen, Schleswig-Holstein, Sachsen-Anhalt und Nordrhein-Westfalen verfügen über keine Staatstheater. Das Schauspielhaus Düsseldorf wird paritätisch von Stadt und Land getragen.
Theater in öffentlich rechtlicher Verfassung (KdöR) oder als GmbH  werden in Deutschland dann nicht als Staatstheater bezeichnet, wenn es sich um kommunale Einrichtungen handelt, wie bei Stadttheatern. Auch die Landesbühnen fallen in eine eigene Kategorie. Die Verfassung hat lediglich Bedeutung für die Verträge und Vergütung fest oder befristet angestellter Mitarbeiter des technischen oder künstlerischen Hauspersonals.
Einen historischen Sonderfall stellt das Nationaltheater Mannheim dar. Gegründet wurde es vom Kurfürsten als „stehende Bühne“ mit festem Ensemble in der Nachfolge des höfischen Theaters, lag also in staatlicher Hand. Doch bereits 1839 wurde es vollständig der städtischen Verantwortung unterstellt und ist damit heute das älteste kommunale Theater der Welt. Zu den frühesten kommunalen Theatern gehört auch jenes von Freiberg (Sachsen). Bis 1945 existierten die Staatstheater von Breslau und Danzig.

## Rumänien
In Rumänien bestehen:
- Deutsches Staatstheater Hermannstadt
- Deutsches Staatstheater Temeswar